# Hănești
Hănești es una comuna en el condado de Botoșani, Moldavia, Rumania,  Se compone de cinco pueblos: Borolea, Hănești, Moara Jorii, Sărata-Basarab y Slobozia Hănești. La población es de 2844 personas,  y la comuna tiene una superficie de 6052 ha.  La comuna tiene tres escuelas primarias y cinco escuelas secundarias. 

## Historia
El primer uso registrado del nombre Hănești aparece en un documento del líder militar.Petru Rareș fechado el 11 de abril de 1546.
Un lago artificial conocido como "Lago Hănești" ("iazul Hănești" en rumano)

## Geografía
La Río Bașeu atraviesa la comuna de Hănești y desemboca en el Río Prut cerca Ștefănești (Botoșani). usado para Piscicultura, fue creado en el Río Bașeu utilizando terrenos entre la comuna de Hănești y Comuna de Vlăsinești